# Pál Simon
Pál Simon (Budapest, 31 de desembre de 1881 – Budapest, 25 de febrer de 1922) va ser un atleta hongarès que va competir a primers del segle xx.
El 1908 va prendre part en els Jocs Olímpics de Londres, on guanyà la medalla de bronze en la cursa dels relleus combinats, formant equip amb Frigyes Wiesner, József Nagy i Ödön Bodor.
Simon va córrer el primer relleu de 200 metres. L'equip va superar l'equip suec en la primera ronda, però en la final, tot i que ho intentaren, es van veure superats pels equips estatunidenc i alemany, acabant en tercera posició. Simon també disputà les proves dels 100 i 200 metres, acabant segon i quart en les seves sèries de la primera ronda d'ambdues proves i quedant eliminat.